# Erich Wustmann
Erich Wustmann (* 9. November 1907 in Niedersedlitz bei Dresden; † 24. Oktober 1994 in Bad Schandau) war ein deutscher Völkerkundler und Reiseschriftsteller.

## Leben und Wirken

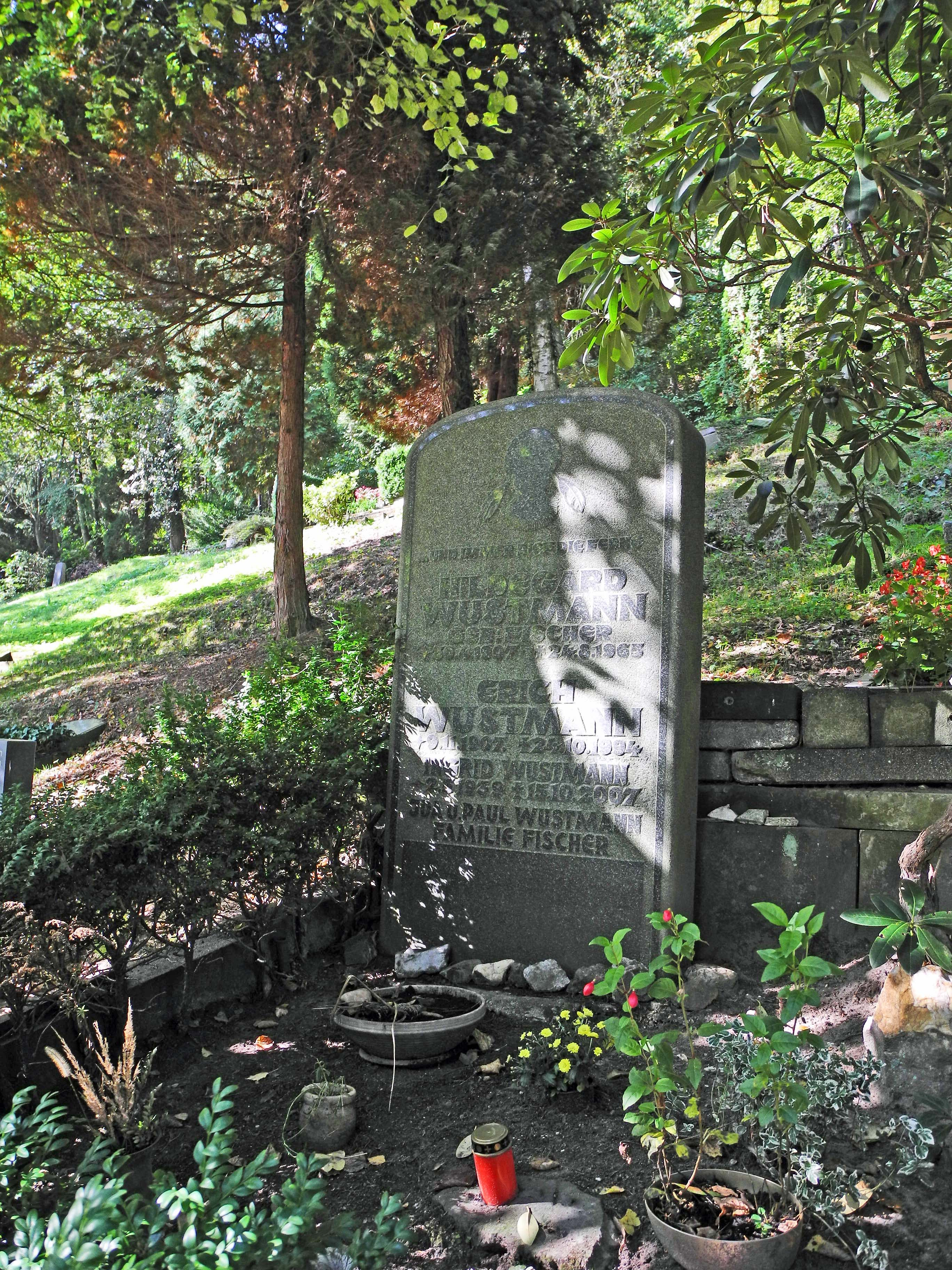
Grab von Erich Wustmann auf dem Friedhof in Bad Schandau

Wustmanns Familie zog bereits ein Jahr nach seiner Geburt nach Bad Schandau, 1913 dann nach Ostrau. Nach dem Schulbesuch absolvierte er 1922–25 eine Lehre als Bäcker. 1926 war er Gasthörer in Vorlesungen für Ethnologie und Germanistik an der Albert-Ludwigs-Universität Freiburg und der Ruprecht-Karls-Universität Heidelberg. Zugleich arbeitete er als Schriftleiter eines Dresdner Zeitschriftenverlages und begann mit ersten Fotoarbeiten.
Schon 1927/28 führte ihn eine erste Expedition nach Skandinavien. Mit einem Faltboot legte er über 4.000 Kilometer entlang der norwegischen Küste bis über den Polarkreis nach Narvik zurück und verzeichnete erste Begegnungen mit dem Volk der Sami. 1932 kehrte Wustmann nach Norwegen zurück und überquerte den Jostedalsbreen, den größten europäischen Festlandsgletscher.
1934 heiratete er Hildegard Fischer aus Pirna. Wustmann, der schon seit den 1920er Jahren Mitglied der Sozialistischen Arbeiter-Jugend und entschiedener Gegner des Nationalsozialismus war, emigrierte 1935 mit seiner Frau nach Nordnorwegen. Hier lebte er teilweise bei den Rentier-Nomaden, wirkte als Journalist, produzierte Kultur- und Werbefilme und veröffentlichte ab 1935 seine ersten Bücher. 1936 wurde in Karasjok Wustmanns Tochter Synnöve geboren. Weitere Reisen führten Wustmann nach Finnland (1936), auf die Färöer (1938) und nach Island (1938).
Mit Ausbruch des Zweiten Weltkrieges wurde Wustmann mit seiner Familie 1939  nach Deutschland ausgewiesen. Er kehrte nach Ostrau zurück, wo im gleichen Jahr seine zweite Tochter Ingrid geboren. Wustmann wurde 1941 zur Wehrmacht einberufen und wurde anfangs als ziviler Truppenbetreuer eingesetzt. Als Soldat geriet er mit Kriegsende 1945 kurzzeitig in amerikanische Gefangenschaft.
Wustmann blieb in Ostrau wohnhaft und arbeitete von hier aus freischaffend. Von 1945 bis 1953 wirkte er als Berater am Archiv für deutsche Polarforschung in Kiel. Aufgrund erlittener Erfrierungen nach einer Faltbootfahrt musste er jedoch sein Tätigkeitsfeld in den polaren Gebieten aufgeben. Wustmann wandte sich in der Folge der Erforschung der indigenen Völker in Südamerika, Afrika und Asien zu.
1955/56 absolvierte er eine erste Forschungsreise nach Brasilien und Peru. Es folgten Expeditionen und Forschungsaufenthalte im Amazonasgebiet, Peru und Bolivien (1958/59), in Indien (1961), auf den Kanaren (1961), in Ägypten (1963/64), in Norwegen und Lappland (1967), erneut im Amazonasgebiet und in Kolumbien (1969/70) und in Ecuador (1977). Dabei wurde Wustmann teilweise von seiner Frau und seiner Tochter Ingrid begleitet.
Im Ergebnis seiner Reisen lernte Wustmann 36 indigene Völker kennen, mit denen er teils monatelang zusammenlebte. Seine von den Reisen mitgebrachten ethnografischen Gegenstände stellte er Museen in Dresden und Leipzig zur Verfügung. Die gewonnenen Erkenntnisse publizierte er in zahlreichen Büchern (105 Titel in 23 Verlagen), die in einer Gesamtauflagenhöhe von über 2,2 Millionen Exemplaren in 14 Ländern erschienen. Hinzu kamen zahlreiche Vorträge und Artikel in Fachzeitschriften. Wustmanns schriftliches Wirken zeichnete sich dabei durch eine hohe Authentizität mit einer Mischung aus Fakten und eigenen Erlebnissen aus. 1983 erschienen unter dem Titel Durch Tundra, Wüste und Dschungel seine Memoiren.
1984 moderierte Wustmann die populäre 16-teilige Fernsehserie Unter Indianern, Lappen und Beduinen im DDR-Fernsehen. Kaum ein Jahr später zog er sich aus der Öffentlichkeit zurück und lebte sehr zurückgezogen in Bad Schandau, da ihm eine zunehmende Aphasie (Wortfindungsstörung) mehr und mehr zu schaffen machte.
Im Karl-May-Museum in Radebeul war bis zum 2. November 2008 anlässlich seines 100. Geburtsjahres die Sonderausstellung Erich Wustmann Von der Elbe bis zum Rio Xingu zu sehen.

## Auszeichnungen und Ehrungen
- 1956: Ehrenbürger von Bad Schandau
- 1958 Friedrich-Gerstäcker-Preis für Taowaki
- Die Grundschule in Bad Schandau trägt seinen Namen
- Das Museum in Bad Schandau präsentiert Wustmanns Werk in einer Dauerausstellung[3]
- Erich-Wustmann-Gymnasium, Dresden-Prohlis  (2004 geschlossen)

## Werke
- Wie Peter Große das Schilaufen erlernte. Enßlin & Laiblin, Reutlingen 1934.
- Kinder der Wildmark. Enßlin & Laiblin, Reutlingen 1936.
- In Lappzelt und Rentierpulk. Thienemann Verlag, Stuttgart 1936.
- Die heiligen Berge. Staackmann Verlag, Leipzig 1936.
- Ole Gynt, der Lofotfischer. Enßlin & Laiblin, Reutlingen 1937.
- Jagdabenteuer im Eismeer. Thienemann Verlag, Stuttgart 1937.
- Wunder ewigen Eises. Thienemann Verlag, Stuttgart 1938.
- Die Pelztierjäger von Petsamo. Enßlin & Laiblin, Reutlingen 1938.
- Tollkühne Färinger: Vogelfang und Grindwaljagd im Nordatlantik. Thienemann Verlag, Stuttgart 1939.
- Gunhild, die Reiterin. Enßlin & Laiblin, Reutlingen 1939.
- Licht über den Bergen: Ein Mädchenschicksal auf Island. Enßlin & Laiblin, Reutlingen 1940.
- Faltbootfahrt von Fjord zu Fjord. Thienemann Verlag, Stuttgart 1940.
- Unter der Mitternachtssonne: 3 Jahre als Lappe. Neumann Verlag, Neudamm; Berlin 1941.
- Niels, der Nordländer: Eine Jugenderzählung aus Lappland. Parus Verlag, Reinbek bei Hamburg 1948.
- Kitzi und andere Tiergeschichten. Thienemann Verlag, Stuttgart 1949.
- Ein Mädel zwischen Land und Meer: Erzählung aus Norwegen. Ensslin & Laiblin, Reutlingen 1948.
- Paradies der Vögel: Im Nordatlantik auf einsamer Insel. Neumann Verlag, Radebeul; Berlin 1951.
- Niels und seine Abenteuer. Bayerische Verlagsanstalt, Bamberg 1951.
- Mit Rentieren durch die Wildmark. Bayerische Verlagsanstalt, Bamberg 1952.
- Marbu: Bei Tieren und Jägern in der nordischen Wildmark. Neumann Verlag, Radebeul 1952.
- Kinder auf Island. Thienemann Verlag, Stuttgart 1952.
- 1000 Meilen im Rentierschlitten: Ein Leben in der Wildmark. Neumann Verlag, Radebeul; Berlin 1952.
- In die Welt mit Palette und Zelt. Reitze, Worpswede 1953.
- Wo das Eis die Grenze schuf: Bei Menschen, Tieren und Pflanzen in der Eisregion. Neumann Verlag, Radebeul; Berlin 1954.
- Kristina auf Lundholmen: Ein Mädchen der nordnorwegischen Küste. Bayerische Verlagsanstalt,  Bamberg 1954.
- Ingrid und der Bär: Eine Mädchengeschichte aus Schweden. Ensslin & Laiblin, Reutlingen 1954.
- Inga und Rija: Zwei Mädchenschicksale aus Lappland. Ensslin & Laiblin, Reutlingen 1954.
- Isbjörn: Wo Männer und Eisbären sich begegnen. Neumann Verlag, Radebeul; Berlin 1955.
- Die Verwegenen: Jagdabenteuer im Eismeer. Thienemann Verlag, Stuttgart 1955.
- Der junge Lofotfischer. St. Gabriel Verlag, Wien-Mödling 1955.
- Klingende Wildnis: Erlebnisse in Lappland. Erich Röth Verlag, Eisenach; Kassel 1956.
- Weiter Weg in Tropenglut: 36000 Kilometer durch Brasilien. Neumann Verlag, Radebeul 1957.
- Taowaki, das Mädchen von Amazonas. Ensslin & Laiblin, Reutlingen 1957.
- Orchidee vom Rio Teia: Ein Mädchenleben in Urwaldhütte und Fazenda. Ensslin & Laiblin, Reutlingen 1958.
- Crao: Indianer der Roten Berge. Neumann Verlag, Radebeul 1958.
- Xingú: Paradies ohne Frieden. Neumann Verlag, Radebeul 1959.
- Karajá: Indianer vom Rio Araguaia. Neumann Verlag, Radebeul 1959.
- Arapu: Ein Indianerjunge vom Xingú. Ensslin & Laiblin, Reutlingen 1959.
- Yahuá: Die Blasrohr-Indianer. Neumann Verlag, Radebeul 1960. DNB 455775095
- Kondor und Muschelhorn: Abenteuer in den Kordilleren. Ensslin & Laiblin, Reutlingen 1960.
- Unter Palmen und braunen Menschen in Bahia. Neumann Verlag, Radebeul 1961.
- Wilde Reiter im Sertão. Ensslin & Laiblin, Reutlingen 1962.
- Indios im Hochland der Kordilleren. Neumann Verlag, Radebeul 1962.
- Las Canarias: Inseln ewigen Frühlings. Neumann Verlag, Radebeul 1963.
- Katakó. Die Geschichte einer Indianerin. Ensslin & Laiblin, Reutlingen 1963.
- Ich bin Mary-Sol. Ensslin & Laiblin, Reutlingen 1964.
- Hrenki und das Große Lied. Carl Loewes Verlag, Bayreuth 1968.
- Vitotschi. Loewe Verlag, Bayreuth 1972, ISBN 3-7855-1646-0.
- Candida: Tochter der Taowaki. Ensslin & Laiblin, Reutlingen 1973.
- Unterwegs zu Zwergindianern in Kolumbien. Neumann Verlag, Radebeul 1973.
- Indianer, wo bist du?. Verlag Neues Leben,  Berlin 1974.
- Gloria: Ein Mädchen aus dem Dschungel. Ensslin & Laiblin, Reutlingen 1977, ISBN 3-7709-0400-1.
- Lenita: Unter Palmen und Tropensonne; ein Mädchenschicksal aus Ekuador. Loewes Verlag, Bayreuth 1979, ISBN 3-7855-1807-2.
- Abschied von den Indianern. Neumann Verlag, Leipzig; Radebeul 1980.
- Manuela. Ensslin & Laiblin, Reutlingen 1982, ISBN 3-7709-0509-1.
- mit Christa Meyer: Erlebt in Wald und Dschungel. Kinderbuchverlag, Berlin 1982.
- Durch Tundra, Wüste und Dschungel. Mitteldeutscher Verlag, Halle; Leipzig 1983.
- Die junge Sonne Koata: Eine indianische Liebesgeschichte. Mitteldeutscher Verlag, Halle; Leipzig 1985.